# Hyoyeon
Kim Hyo-yeon (en hangul, 김효연; en hanja, 金孝淵; romanización revisada, Gim Hyo-yeon; McCune-Reischauer, Kim Hyoyŏn; Incheon, 22 de septiembre de 1989), más conocida como Hyoyeon, HYO o DJ HYO, es una cantante, rapera, bailarina, y modelo surcoreana. Es la rapera y bailarina principal del grupo Girls' Generation, formado por SM Entertainment en el año 2007. Debutó en solitario el 2 de diciembre de 2016 con la canción Mystery.

## Biografía
Hyoyeon nació en Incheon, Corea del Sur el 22 de septiembre de 1989. Tiene un hermano menor llamado Kim Min Gu. Ella audicionó para SM Entertainment a la edad de 11 años, a través de SM 2000 Casting System. Hyoyeon dijo que no tenía intenciones de audicionar, pero su madre era fan del grupo masculino de SM H.O.T., y la llevó a las oficinas con la esperanza de verlos. En el 2004, fue enviada a estudiar Chino Mandarín en Pekín, China junto con Choi Siwon. Su nombre chino es 孝渊 (Xiàoyuān).
Antes de su debut con el grupo, fue nombrada la mejor bailarina de la SM Entertainment.
Es muy buena amiga de la cantante y rapera Yoon Bo-ra.

## Carrera musical

### Predebut
Hyoyeon empezó a practicar baile en la escuela primaria. En su vecindario existía una pequeña escuela de hip-hop donde además de ese género aprendió a bailar jazz y algunos ritmos latinos.

En 1999, se matriculó en "Winners Dance School", una famosa escuela de baile en Corea del Sur. En esa escuela conoció a la que sería una integrante de Miss A: Min, con quien formó un equipo de baile llamado "Little Winners" (리틀위너스).
Hyoyeon recibió lecciones de baile de "Electric Boogaloos" y de coreógrafos como Kim Hye Rang, Poppin Seen, Kwang Hoo, Poppin DS, Kwon Seok-Jin y Shim Jae Won. Además trabajó con uno de los coreógrafos de Justin Timberlake y algunos profesores extranjeros.
Antes de debutar con Girls' Generation ella participó junto a BoA durante el Dance Breack "Over the Top” en los Premios MKMF en el 2005.

### Carrera en solitario
El 7 de marzo de 2010, hizo un cameo en el drama de SBS "Oh My Lady!" protagonizada por Choi Siwon y Chae Rim, junto a sus compañeras Jessica y Sooyoung. El 17 de octubre de 2011 se confirmó que Hyoyeon sería incluida en la segunda temporada de Invincible Youth 2, junto a su compañera de banda Sunny.

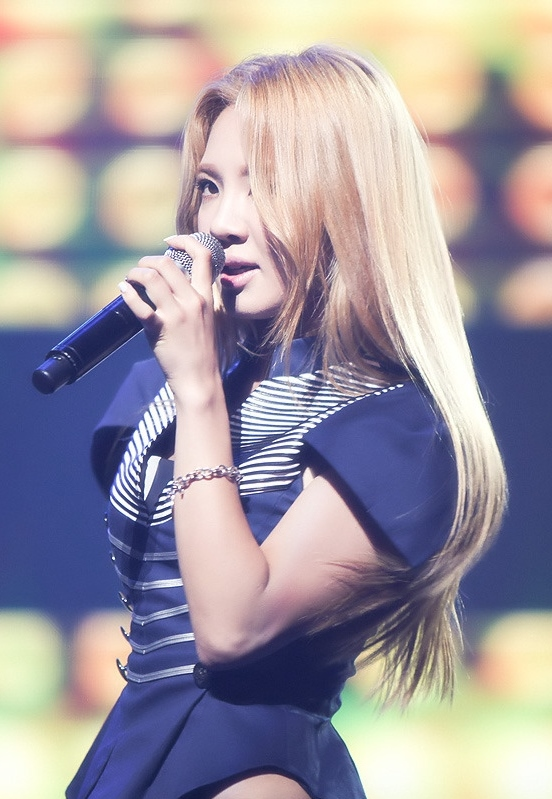
Hyoyeon en lo Diet Look Concert en septiembre de 2012

El 25 de marzo de 2012, se reveló que Hyoyeon haría una aparición en la segunda temporada de Dancing with the Stars de la MBC, que empezó a emitirse el 27 de abril. Hyoyeon y su pareja terminaron ganando el segundo lugar de la competencia. El 30 de octubre de 2012, Hyoyeon posó para el libro de belleza y moda, “0/1 Creative Book”. El primer número de "0/1 Creative Book", con Hyoyeon, fue lanzado el 30 de noviembre. Hyoyeon se convierte en la chica de portada. En la primera edición del libro, Hyoyeon es la única celebridad seleccionada para modelo, un indicativo de su popularidad en el mundo de la moda.
Hyoyeon participó como miembro de la nueva unidad de baile llamada 'Younique Unit' de SM Entertainment, que se ha asociado con Hyundai para lanzar su 'PYL Younique Album'. El teaser para el video musical de "Maxstep", canción donde participa Hyoyeon junto a Eunhyuk de Super Junior, Henry de Super Junior-M, Taemin de SHINee, Kai de Exo-K y Luhan de Exo-M, se lanzó el 27 de octubre. Mientras que el video musical completo fue lanzado el 31 de octubre, donde la unidad muestra una impresionante coreografía para la canción electrónica-dance.
El 13 de marzo de 2013, Hyoyeon junto a Min de Miss A y Han Ga In fueron invitadas a asistir al “EEG&EMG Spring Banquet 2013” en Hong Kong como representantes de Corea del Sur. El evento fue organizado por una gran compañía de entretenimiento en China y muchas celebridades populares de China también asistieron.
En mayo del 2013, Hyoyeon fue elegida como embajadora de Asia para la filial de la marca británica Topshop en Hong Kong.
El 17 de junio de 2013, se reveló que Yuri con Hyoyeon y otras celebridades aparecerían en Dancing 9, el nuevo espectáculo de baile de Mnet. Las dos miembros de Girls' Generation entrenaron a los participantes para que se conviertan en "Maestros de bailes de Kpop". Los participantes de este nuevo programa provienen de diferentes partes del mundo
Hyoyeon posó para la revista 1st Look con un concepto vanguardista titulado “Emoción Rítmica”.
Hyoyeon junto a Siwon de Super Junior participaron en una sesión fotográfica para la edición noviembre del año 2013 de la revista italiana de moda, L’uomo Vogue, ambos fueron escogidos por la revista como representantes de Corea del Sur.
Hyoyeon en 2016 participó en el lanzamiento digital de un sencillo para SM Station junto a Min de Miss A y J-Kwon llamado "BORN TO BE WILD" con el cual se presentó durante dos semanas en Shows Musicales.  
El 2 de diciembre de 2016 Hyoyeon tuvo su debut en solitario en otro proyecto para SM Station con la canción "Mystery".  
El 18 de abril de 2018 Hyo lanzó su nuevo tema musical titulado "sober" junto al Dj Ummet Ozcan.

## Filmografía

### Dramas
| Año  | Título               | Rol           | Notas | Canal   |
| ---- | -------------------- | ------------- | ----- | ------- |
| 2008 | Unstoppable Marriage | BoolGwangDong | cameo | KBS 2TV |
| 2010 | Oh My Lady!          | ella misma    | cameo | SBS     |
| 2011 | Sazae-san 3          | ella misma    | cameo | Fuji TV |

### Programas de televisión
| Año             | Título                       | Rol        | Notas                                 |
| --------------- | ---------------------------- | ---------- | ------------------------------------- |
| 2009            | Hello Baby!                  | Ella misma | -                                     |
| 2011-2012       | Invincible Youth 2!          | Ella misma | miembro                               |
| 2012            | Dancing with the Stars 2     | Ella misma | -                                     |
| 2013            | Hello Counselor              | Ella misma | Invitado, Ep. 106                     |
| 2013            | Dancing 9                    | Ella misma | -                                     |
| 2015            | Hyoyeon's 100m Like          | Ella misma | -                                     |
| 2016            | Hit the Stage                | Ella misma | concursante - (Ep. 1-6, 9-10)         |
| 2016            | Hyoyeon's 10M Like           | Ella misma | -                                     |
| 2016            | Star Advent                  |            | -                                     |
| 2017            | Battle Trip (KBS2)           |            | (Ep. 70-72) - participó junto a Sunny |
| 2017            | We're Also National Athletes | Channel A  | copresentadora                        |
| 2021 - presente | 'Unnies' Beauty Carpool      | Naiver TV  | co-presentadora - junto a Yoon Bo-ra  |

### Películas
| Año  | Título | Rol        |
| ---- | ------ | ---------- |
| 2012 | I AM.  | ella misma |

### Conducción
| Año  | Título                | Rol                                                          |
| ---- | --------------------- | ------------------------------------------------------------ |
| 2008 | Star Live Power Music | Junto a Girls' Generation                                    |
| 2009 | Mnet's The M          | Presentadora Invitada junto a Jessica y Sunny (27 de agosto) |
| 2012 | MBC Show! Music Core  | Presentadora Invitada junto a Seohyun y Yonghwa (7 de abril) |
| 2013 | M! Countdown          | Presentadora Invitada junto a Yuri (3 de enero)              |

### Apariciones en videos musicales
| Año  | Canción            | Artistas                |
| ---- | ------------------ | ----------------------- |
| 2010 | "Cabi Song"        | Girls' Generation y 2PM |
| 2012 | "Maxstep"          | Younique Unit           |
| 2015 | "shake that brass" | Amber f(x)              |
| 2015 | "Whoa ha"          | vasco                   |

## Discografía

### Extended plays
| Título | Detalles | Posiciones en Listas | Ventas        |
| Título | Detalles | KOR                  | Ventas        |
| ------ | --- | -------------------- | ------------- |
| Deep   | - Lanzamiento: 16 de mayo de 2022 - Discográfica: SM Entertainment - Formatos: CD, descarga digital, streaming | 13                   | - KOR: 13,064 |

### Sencillos
| Título                                                                      | Año                    | Posiciones en Listas   | Posiciones en Listas   | Posiciones en Listas   | Ventas                 | Álbum                  |
| Título                                                                      | Año                    | KOR                    | KOR                    | US World               | Ventas                 | Álbum                  |
| Título                                                                      | Año                    | Circle                 | Hot                    | US World               | Ventas                 | Álbum                  |
| Como artista Principal                                                      | Como artista Principal | Como artista Principal | Como artista Principal | Como artista Principal | Como artista Principal | Como artista Principal |
| --------------------------------------------------------------------------- | ---------------------- | ---------------------- | ---------------------- | ---------------------- | ---------------------- | ---------------------- |
| "Mystery"                                                                   | 2016                   | —                      |                        | 12                     |                        | SM Station Season 1    |
| "Wannabe" (con San E)                                                       | 2017                   | —                      | 8                      | —                      |                        | Sin álbum              |
| "Sober" (con Ummet Ozcan)                                                   | 2018                   | —                      | —                      | 15                     |                        | Deep                   |
| "Punk Right Now" (con 3LAU)                                                 | 2018                   | —                      | —                      | 16                     |                        | Deep                   |
| "Badster"                                                                   | 2019                   | —                      | —                      | —                      |                        | Deep                   |
| "Dessert" (con Loopy & Soyeon)                                              | 2020                   | —                      | 96                     | 16                     |                        | Deep                   |
| "Think About Me" (con Raiden & Coogie)                                      | 2020                   | —                      | —                      | —                      |                        | SM Station Season 4    |
| "Second" (con Bibi)                                                         | 2021                   | 176                    | 89                     | 17                     |                        | Deep                   |
| "Deep"                                                                      | 2022                   | —                      | —                      | —                      |                        | Deep                   |
| "Picture"                                                                   | 2023                   | —                      | —                      | —                      |                        | Sin álbum              |
| Como artista Invitada                                                       |                        |                        |                        |                        |                        |                        |
| "Up & Down" (Taeyeon con Hyoyeon)                                           | 2016                   | 84                     | —                      | —                      | - KOR: 34,300          | Why                    |
| "G! (Remix)" (Lil Cherry con Hyo)                                           | 2021                   | —                      | —                      | —                      |                        | Sin álbum              |
| "Party" (Pimrypie con Hyo)                                                  | 2023                   | —                      | —                      | —                      |                        | Sin álbum              |
| "—" denota que el sencillo no se lanzó o no se posicionó en ese territorio. |                        |                        |                        |                        |                        |                        |

### Otras Apariciones
| Título                                                                                 | Año  | Posiciones en Listas | Posiciones en Listas | Ventas        | Álbum                            |
| Título                                                                                 | Año  | KOR Gaon             | US World             | Ventas        | Álbum                            |
| -------------------------------------------------------------------------------------- | ---- | -------------------- | -------------------- | ------------- | -------------------------------- |
| "Maxstep" (como parte de Younique Unit)                                                | 2012 | 228                  | —                    | - KOR: 15,420 | PYL Younique Volume 1            |
| "Born to be Wild" (como parte de Triple T con J. Y. Park)                              | 2016 | 164                  | 11                   |               | SM Station Season 1              |
| "Turl" (털어) (con Cheetah)                                                            | 2020 | —                    | —                    |               | Good Girl Episode 1              |
| "Witch" (마녀사냥) (con Yeeun, Jeon Ji-woo, Jamie & Cheetah)                           | 2020 | —                    | —                    |               | Good Girl Episode 3              |
| "GG" (con Ailee, Jeon Ji-woo)                                                          | 2020 | —                    | —                    |               | Good Girl Episode 4              |
| "I Do What I Want" (con Lee Young-ji)                                                  | 2020 | —                    | —                    |               | Good Girl Final                  |
| "Jet" (con Eunhyuk, Taeyong, Jaemin, Sungchan, Giselle & Winter)                       | 2022 | —                    | —                    |               | 2022 Winter SM Town: SMCU Palace |
| "Good to Be Alive" (con Key, Chen, Johnny, Ningning, Ginjo, Raiden, IMLAY, & Mar Vista | 2022 | —                    | —                    |               | 2022 Winter SM Town: SMCU Palace |
| "—" denota que el sencillo no se lanzó o no se posicionó en ese territorio.            |      |                      |                      |               |                                  |

## Premios y nominaciones
| Año  | Premio                   | Categoría                                      | Trabajo Nominado         | Resultado |
| ---- | ------------------------ | ---------------------------------------------- | ------------------------ | --------- |
| 2012 | MBC Entertainment Awards | Revelación Femenina en Programas de Variedades | Dancing With The Stars 2 | Nominada  |